# كلوديا لي
كلوديا لي (بالإنجليزية: Claudia Lee)‏ هي مغنية مؤلفة ومغنية وممثلة أمريكية، ولدت في 20 يونيو 1996 في الولايات المتحدة. بدأت مشوارها المهني سنة 2009.

## أعمال

### أفلام
- (2015) الضواحي

## وصلات خارجية
- كلوديا لي على موقع IMDb (الإنجليزية)
- كلوديا لي على موقع ميتاكريتيك (الإنجليزية)
- كلوديا لي على موقع روتن توميتوز (الإنجليزية)
- كلوديا لي على موقع قاعدة بيانات الأفلام العربية
- كلوديا لي على موقع ألو سيني (الفرنسية)
- كلوديا لي على موقع أول موفي (الإنجليزية)
- كلوديا لي على موقع قاعدة بيانات الأفلام السويدية (السويدية)
- كلوديا لي على موقع ديسكوغز (الإنجليزية)
- كلوديا لي على موقع قاعدة بيانات الفيلم (الإنجليزية)
- كلوديا لي على موقع كينوبويسك (الروسية)